# Dave Lepard
Dave Lepard, född David Roberto Hellman, född den 28 maj 1980 i Helga Trefaldighets församling i Uppsala, hittad död 20 januari 2006 i Gottsunda församling, var en svensk sångare och gitarrist i det svenska sleazerock/glamrock-bandet Crashdïet. Han skrev också musiken tillsammans med sologitarristen Martin Sweet.
Lepard grundade Crashdïet och inspirerades bland annat av band som Skid Row, Guns n' Roses, GG Allin och Mötley Crüe.
Natten mellan den 19 och 20 januari 2006 påträffades Dave Lepard död i sin lägenhet i Gottsunda i Uppsala. Han hade begått självmord.
Lepards mor har stiftat en minnesfond som delar ut ett stipendium till musiker. Stipendiet kan sökas av nordiska band som behöver ekonomisk hjälp att komma vidare i sin musikaliska karriär. De första som fick stipendiet (2007) var glampunkbandet Starlet Suicide, vars medlemmar även var nära vänner till Lepard.
Dave Lepard är begravd på Uppsala gamla kyrkogård. Han var kusin till artisten Danny Saucedo.